# الأرخون المجهول
الأرخون المجهول (بالصربية: Непознати архонт) هو اسم تقليدي أعطاه المؤرخون إلى الزعيم الصربي الذي قاد الصرب البيض من موطنهم الأصلي في منطقة لوساتيا ليستقروا في البلقان بعد عام 610، في عهد الإمبراطور البيزنطي هرقل (610–641).
يوجد السجل الرئيسي لهذا الشخص في كتاب De Administrando Imperio، وهو كتاب مكتوب في خمسينيات القرن العاشر بواسطة الإمبراطور قسطنطين السابع بورفروجنيتوس. يُوصف هذا الزعيم بأنه خليفة مع شقيق له مجهول (ديرفان وفقًا لجدول زمني تاريخي) لملك صربي وأن له دورًا قياديًا مع الصرب حيث قاد صربيا البيضاء في عهد الإمبراطور هرقل. وفي طريقهم للجنوب هزموا الآفار، قبل الاستقرار في النهاية في سيرفيا (لا يزال هذا المكان يحمل نفس الاسم)، وأيضًا في المناطق النائية من سالونيك، وهي مقاطعة أعطاها لهم هرقل ووكل لهم مهمة حماية بيزنطة من التهديدات المستقبلية، مثل الآفار.
ترك الصرب المقاطعة وانتقلوا شمالاً، حتى وصلوا إلى بلغراد حيث أعطاهم القائد العسكري (الستراتيجوس) لمقاطعة ثيمة مناطق راشكا وترافونيا وزاخلوميا وباكانيا وكونافله  (السلاف البيزنطيون) بعدما أقسموا بالولاء للإمبراطور. تاريخ وفاته غير معروف، ومع ذلك فهو معروف أنه قبل وصول البلغار في البلقان (681).
أول عائلة مالكة صربية كانت سلالة فلاستيميروفيك، التي سميت على اسم فلاستيمير، وهو أمير من سلالة لأرخون (حاكم) غير معروف.